# Łazarz Andrysowicz
Łazarz Andrysowicz (Andrysowic) (ur. ? w Strykowie, zm. przed 22 maja 1577) – renesansowy polski drukarz, właściciel Oficyny Łazarzowej. Wydał ok. 270 książek, dbając w wysokim stopniu o estetykę publikacji. Ojciec Jana Januszowskiego.

## Życiorys
Nieznana jest data urodzenia Andrysowicza. Wiadomo, że pochodził ze Strykowa. W roku 1550 ożenił się z Barbarą, wdową po krakowskim drukarzu i wydawcy Hieronimie Wietorze. Barbarę Wietorową poniżał, maltretował i ostatecznie przyczynił się do jej śmierci. Dzięki temu małżeństwu stał się właścicielem utworzonej przez niego oficyny drukarskiej, znanej później jako Drukarnia Łazarzowa od imienia właściciela. Warsztat rozbudował i unowocześnił, kontynuując drukowanie książek pod nazwiskiem własnym. W latach 1569–71 pełnił funkcję serwitora królewskiego. Po śmierci Andrysowicza drukarnię prowadził dalej jego syn Jan Januszowski, który doprowadził ją do rozkwitu.

## Wydawnictwa
W oficynie wydawniczej Andrysowicza wydanych zostało 261 druków w kilku językach, w tym 130 w języku polskim, m.in. dzieła M. Kromera, A. Frycza Modrzewskiego, S. Orzechowskiego, zbiory praw B. Groickiego czy innowiercze druki ulotne. 
Wydane zostały w niej liczne książki ważne dla rozwoju nauki polskiej, jak np. O sprawie, sypaniu, wymierzaniu i rybieniu stawów" z roku 1573, które jest pierwszym dziełem w języku polskim o hodowli ryb oraz inżynierii lądowej , a także pierwsza polskojęzyczna praca na temat geodezji i miernictwa „Geometria to jest miernicka nauka” Stanisława Grzepskiego z roku 1566 . Cenione są jego publikacje muzyczne; wydrukował m.in. utwory Mikołaja Gomółki, Wacława z Szamotuł oraz Valentina Bakfarka. 
Drukarnia słynęła z publikacji wysokiej jakości i poziomu edytorskiego.